# Kärnvapenattack
Kärnvapenattack är Mob 47:s skivdebut, inspelad i Bowlingstudion i Stockholm i april 1984. Vid tillfället spelades ytterligare elva låtar in som dök upp på diverse samlingsskivor.

## Låtlista

### Sida A
1. Kärnvapenattack 1:19
2. Rustning är ett brott 1:00
3. Res dig mot överheten 1:06
4. Vi rustar, dom dör 0:52
5. Det är upp till oss 0:16

### Sida B
1. Dom ljuger 1:03
2. Ingen framtid 0:32
3. Animal Liberation 2:14
4. Polisstat 0:40

### Övriga låtar från inspelningstillfället
1. Vi kan 0:51
2. Snuten styr 0:43
3. Nedrusta nu 0:09
4. Religion är hjärntvätt 0:43
5. Sjuk värld 0:40
6. Krigshot 0:46
7. Dagen efter 0:38
8. Vi vill ha frihet 1:04
9. Fred och rättvisa 0:59
10. Vår värld 0:56
11. Lögner 1:07

- Låt 2,3,5,9 finns på "P.E.A.C.E." samlings-LP utgiven av Radical Records.
- Låt 1,7,8,10 finns på Really fast vol.2 samlings-LP utgiven av Really Fast Records 1985.
- Låt 9 och 11 finns på "I've got an attitude problem" samlings-EP.

## Medlemmar
- Åke Henriksson, gitarr,sång
- Christer Lindholm, trummor
- Jörgen Östgård, bas,sång